# Runzelkorn

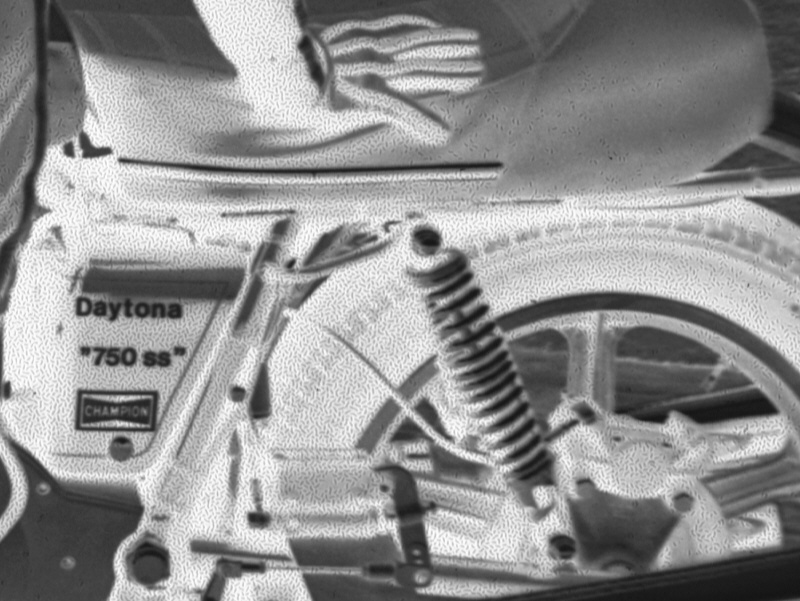
Runzelkorn eines Schwarzweiß-Negativ-Films: An den Rissstellen ist der Film dunkler

Das Runzelkorn ist ein Effekt in der Fotografie.
Runzelkorn ist ein Fehler, der bei der Entwicklung von Filmen auftreten kann. Es entsteht meist durch zu große Temperaturunterschiede zwischen den einzelnen Bädern des Verarbeitungsprozesses. Hierbei entstehen in der Gelatineschicht viele haarfeine Risse. Das Risiko für die Entstehung von Runzelkorn steigt mit der Höhe der Verarbeitungstemperaturen und mit der Länge der Verweildauer in den einzelnen Bädern, da dadurch die Gelatine stärker aufquillt und anfälliger wird.
Gelegentlich wird das Ergebnis dieser Reaktion auch bewusst als grafischer Effekt verwendet und dient beim Lichtdruck der möglichst originalgetreuen Wiedergabe.